# Are We All We Are
«Are We All We Are» — песня американской певицы P!nk из её шестого студийного альбома The Truth About Love. Песня была написана и спродюсирована Пинк, Бутчем Уолкером, Джоном Хилом и Эмели Хаян.

## О песне
«Are We All We Are» была выпущена как промосингл на австралийском радио 19 ноября в 2012 году. Пинк объяснила, что песня ей очень близка и идеальна чтобы открывать ею тур. Лирика композиции повествует о семье рабочего класса.
Она начинается на 25 секунде после проигрыша, прежде чем начинается первый куплет и припев. В бридже барабан является основным инструментом.
Лирикс видео на песню было выпущено на YouTube, в цензурной версии.
«Are We All We Are» было исполнена P!nk на различных фестивалях таких как: iTunes Festival в Лондоне, в Лос-Анджелесе. На всех шоу Пинк открывала именно этой песней свои выступления.
Релиз в качестве сингла для Европы состоялся 31 октября 2013 года. 28 октября было выпущено официальное видео к песне , созданное из отрывков выступлений во время The Truth About Love Tour.

## Участники записи
- P!nk — композитор, вокал, бэк-вокал
- Бутч Уолкер — композитор, продюсер, бэк-вокал
- Джон Хилл — композитор, продюсер
- Эмили Хэйни — композитор, продюсер
- Захари Бэирд — клавишные
- Джин Синклейр — струнные
- Лаура Сайск — струнные
- Рич Костэй — обработка

## Чарты
| Чарт (2012–13)                 | Высшая позиция |
| ------------------------------ | -------------- |
| Australia (ARIA Airplay Chart) | 30             |